# Jan de Beaufort
Jan Daniël Hendrik de Beaufort (ur. 2 grudnia 1880 w Doorn, zm. 2 kwietnia 1946 w Hadze) – holenderski szermierz, uczestnik igrzysk olimpijskich.
De Beaufort wziął udział w trzech igrzyskach olimpijskich. W 1908 roku wystartował w indywidualnym turnieju szablistów, gdzie odpadł po pierwszej eliminacyjnej zajmując szóste miejsce w grupie. Cztery lata później, w 1912 roku, wziął udział w indywidualnym turnieju szpadzistów, gdzie dotarł do rundy ćwierćfinałowej. Po wojnie wystąpił na igrzyskach w Paryżu w 1924, gdzie wziął udział w dwóch konkurencjach. W indywidualnym turnieju szpadzistów odpadł po rundzie eliminacyjnej, zaś w turnieju drużynowym szpadzistów odpadł z drużyną w ćwierćfinale.